# تیاگو آلوز سلز
تیاگو آلوز سلز (انگلیسی: Tiago Alves؛ زادهٔ ۱۲ ژانویهٔ ۱۹۹۳) بازیکن فوتبال اهل برزیل است.
از باشگاه‌هایی که در آن بازی کرده‌است می‌توان به باشگاه فوتبال سانتوس، باشگاه فوتبال سئونگنام، باشگاه فوتبال پوهانگ استیلرز، باشگاه پارانا، و باشگاه فوتبال آمریکا (بلو هوریزونته) اشاره کرد.